# Simeriní
Simeriní (en griego: Σημερινή, hoy) es un diario chipriota escrito en griego.  Simeriní tiene una tirada diaria de aproximadamente 17.000 ejemplares. Fundado en 1976, sus oficinas están ubicadas en Nicosia. 